# Ірімешть (Прахова)
Ірімешть, Ірімешті (рум. Irimești) — село у повіті Прахова в Румунії. Адміністративно підпорядковане місту Бряза.
Село розташоване на відстані 86 км на північний захід від Бухареста, 37 км на північний захід від Плоєшті, 55 км на південь від Брашова.

## Населення
За даними перепису населення 2002 року у селі проживала 41 особа, усі — румуни. Усі жителі села рідною мовою назвали румунську.